# Велгошти
Велгошти (мкд. Велгошти) су насеље у Северној Македонији, у југозападном делу државе. Велгошти припадају општини Охрид.
У Велгоштима се налазе цркве Свете Петка, Светог Климента и Светог Илије. 

## Географија
Насеље Велгошти је смештено у југозападном делу Северне Македоније. Од најближег града, Охрида, насеље је удаљено 2,5 km североисточно, па је заправо његово предграђе.
Велгошти се налазе у историјској области Охридски крај, која се обухвата источну и североисточну обалу Охридског језера. Насеље је смештено на западном подножју планине Галичице, док се западно пружа невелико Охридско поље, које се пружа на североисточној страни Охридског језера. Надморска висина насеља је приближно 770 метара.
Клима у насељу, и поред знатне надморске висине, има жупне одлике, па је пре умерено континентална него планинска. У току летњег дела године насеље има до 80 дана са температуром изнад 25° , док су ноћи са температурама вишим од 20°  реткост. Зиме су просечно хладне, док је јесен хладнија у односу на пролеће у просеку за 1,6° . 

## Историја
Велгошти се први пут помињу у XVI веку. 

## Становништво
Велгошти су према последњем попису из 2002. године имали 3.060 становника. 
Већину становништва чине етнички Македонци (98%).
Већинска вероисповест је православље.